# Зрин (Двор)
Зрин је насељено мјесто у општини Двор, у Банији, Сисачко-мославачка жупанија, Република Хрватска.

## Историја
Некада је Зрин био средиште хрватских племића и банова Шубића по чему су касније и прозвани Зрински.
До Другог свјетског рата, Хрвати су у селу чинили апсолутну већину. У селу је по попису из 1910. живио 781 становник, од тога 777 Хрвата. У Другом свјетском рату село је било важно усташко упориште НДХ. Село су два пута нападали партизани из околних банијских села, насељених претежно Србима. Село је трећи пут нападнуто и ослобођено 9. септембра 1943. После рата мјештани села су због сарадње са НДХ расељени у Славонију, док су се у Зрин доселили Срби. На попису 1991. у Зрину су живјеле 64 особе. Послије пада Републике Српске Крајине 1995. српско становништво је избјегло.

## Становништво
Насеље је према попису становништва из 2011. године имало 18 становника.
| Националност       | 1991. | 1981. | 1971. | 1961. |
| Срби               | 63    | 59    | 64    | 58    |
| Југословени        |       |       |       | 10    |
| Хрвати             | 1     |       |       | 4     |
| остали и непознато |       | 1     | 1     |       |
| Укупно             | 64    | 60    | 65    | 72    |

| Демографија | Демографија | Демографија |
| Година      | Становника  | Становника  |
| ----------- | ----------- | ----------- |
| 1961.       | 72          |             |
| 1971.       | 65          |             |
| 1981.       | 60          |             |
| 1991.       | 64          |             |
| 2001.       | 12          |             |
| 2011.       |             | 18          |